# Лејди Лејк (Флорида)
Лејди Лејк (енгл. Lady Lake) град је у америчкој савезној држави Флорида. По попису становништва из 2010. у њему је живело 13.926 становника.

## Демографија
Према попису становништва из 2010. у граду је живело 13.926 становника, што је 2.098 (17,7%) становника више него 2000. године.
| Група             | 2000.          | 2010.          |
| Белци             | 11.116 (94,0%) | 12.279 (88,2%) |
| Афроамериканци    | 383 (3,2%)     | 709 (5,1%)     |
| Азијати           | 37 (0,3%)      | 150 (1,1%)     |
| Хиспаноамериканци | 217 (1,8%)     | 595 (4,3%)     |
| Укупно            | 11.828         | 13.926         |